# Jean Barzin
Pour les articles homonymes, voir Barzin.
 (décembre 2015).
Si vous disposez d'ouvrages ou d'articles de référence ou si vous connaissez des sites web de qualité traitant du thème abordé ici, merci de compléter l'article en donnant les références utiles à sa vérifiabilité et en les liant à la section « Notes et références ».
Jean Barzin, né le 12 février 1947 à Namur et mort le 14 septembre 2018, est un homme politique belge wallon, membre du PRL.

## Biographie
Jean Barzin est docteur en droit et licencié en notariat.

### Famille
Jean Barzin est le père de Xavier, Maud et Anne Barzin.

## Fonctions politiques
- Ancien conseiller communal de Namur.
- Député fédéral et conseiller régional :
  - du 8 novembre 1981 au 13 octobre 1985
  - du 21 mai 1995 au 5 mai 1999
- Sénateur belge :
  - du 13 décembre 1987 au 21 mai 1995.

## Distinction
- Officier de l'ordre de Léopold